# 1211
1211 (MCCXI) je bilo navadno leto, ki se je po julijanskem koledarju začelo na soboto.

## Dogodki

### Evropa

#### Rimsko-nemško cesarstvo
- Medtem ko izobčeni (velfovski) cesar Oton IV. krepi oblast v Italiji proti papežu Inocencu III., mestnim republikam in Sicilski kraljevini, njegovo odsotnost na severu Nemčije in v Livoniji izkoristi danski kralj Valdemar II. ↓
- → Nemški knezi-elektorji izvolijo in absentia sicilskega kralja Friderika Hohenstaufna za novega nemškega kralja. Poleg naveličanosti knezov z Otonovimi italijanskimi izpadi, odločitvi botrujeta še vztrajno lobiranje francoskega kralja Filipa II., ki se je hotel znebiti angleškega zaveznika na vzhodni meji, in papežova privolitev.

- november - Ob novem položaju se je cesar Oton IV. prisiljen vrniti v Nemčijo.
- Novi nemški kralj Friderik II. se strinja s papežem Inocencom III., da v prihodnje ostane Kraljevina Sicilija z vsemi vazalnimi posesti v južni Italiji izven domene Svetega rimskega cesarstva. Friderik II. pooblasti svojo soprogo Konstanco Aragonsko za regentinjo Sicilske kraljevine.

#### Ostalo po Evropi
- 26. marec - Umrlega portugalskega kralja Sanča I. nasledi sin Alfonz II.
- april - Bitka pri Montgeyju, albižanska kr. voj.: redka zmaga katarskih upornikov, ki jih vodi grof Foixa Rajmond-Roger[1], nad nemškimi in frizijskimi križarji, ki jih potolčejo iz zasede. Katarom in njihovim zaveznikom na ostalih frontah sreča ni tako naklonjena in so globoko v defenzivi ter utrpijo številne poraze. 
  - Ker je touluški grof Rajmond VI. ponovno izobčen, mu politično zatočišče ponudi njegov prav tako izobčeni svak, angleški kralj Ivan.[2]
- 3. maj - Papež Inocenc III. potrdi ustanovitev Red Svetega Križa (Ordo sanctae crucis, OSC), ki ga je že sicer med tretjo križarsko vojno ustanovil nadškof Liègeja Radulf Zähringenški.
- 16. maj - Po smrti poljskega nadvojvode Mješka IV. ponovno prevzame ta naziv Lešek I. Beli.
- 9. avgust - Kambronormanski baron William de Braose, 4. baron Bramber, ki je v zadnjih letih zapadel v nemilost pri angleškem kralju Ivanu Brez dežele, umre v Franciji v izgnanstvu. Njegova usoda in usoda njegove soproge ter najstarejšega sina, ki ju kralj Ivan v zaporu izstrada do smrti, razburita ostale barone.
- Wales: angleški kralj Ivan disciplinira severnovaližanskega vladarja Llywelyna Velikega, ki ga pred popolnim uničenjem reši le okoliščina, da je poročen z Ivanovo nezakonsko hčerko, princeso Ivano. Soproga Llywelyna sicer reši pred popolno razlastitvijo, vendar mu kralj Ivan pusti v oblasti zgolj majhen žepek valižanske žepne kraljevine Gwynedd. Ker pa se razmere zaradi papeškega interdikta nad Anglijo iz leta v leto slabšajo, se Llywelyn razmeroma hitro pobere. 1212 ↔
- Reims, Francija: ker pogori stara cerkev, v kateri se kronajo francoski kralji, se mestne oblasti odločijo za gradnjo nove katedrale. Dokončana je šele leta 1481 ↔
- Okoli Pariza je dokončana izgradnja mestnega obzidja.
- Bitka pri Turaidi, Livonija (Latvija): meniški križarski red  Livonsko bratstvo meča premaga poganske Oselijce z zavezniki. ↓
- Drugi del livonskih poganskih upornikov, ki jih vodi Lembitu iz Lehole, uniči nekaj misijonskih središč v Livoniji (Estoniji), nakar oplenijo še novgorojsko mesto Pskov.
- Ogrski kralj Andrej II. prepusti regijo Burzenland (jugovzhodno Transilvanijo) križnikom, da bi Ogrsko varovali pred plenilskimi napadi nomadskih Kumanov. S tem prenese viteški red križnikov, ki je bil vedno manj številen od starejših redov templarjev in hospitalcev, svojo dejavnost iz Zamorja v Evropo. 
  - Križniki ustanovijo mesto Kronstadt.
- Zaključek gradnje in posvetitev katedrale Svetega Jakoba v Santiagu de Compostela.
- Almohadski kalif Muhamad al-Nasir prečka gibraltarsko ožino z močno armado, da bi se spopadel s krščanskimi silami, ki so nenehno izzivale prisotnost Almohadov na Iberskem polotoku. Še preden je krščanska vojska zbrana, al-Nasir osvoji trdnjavo Salvatierra v posesti meniškega viteškega reda Calatrava. Papež Inocenc III. nemudoma pozove na križarsko vojno. 1212 ↔

### Azija

#### Mala Azija
- Bitka v dolini Meandra: obmejni spopad med nikejskim cesarjem Teodorjem Laskarisom in seldžuškim skultanom Kejhosrovom I.. Teodorju uspe tik pred popolno seldžuško zmago obglaviti sultana Kejhosrova, s čigar smrtjo se vojska v paniki razkropi. S Pirovo zmago nad Sultanatom Rum tako Teodor zavaruje nikejski interes na vzhodni obali Egejskega morja.↓
- 14. junij → Najstarejši Kejhosrovov sin Kajkavs I. si izbori prevlado v Sultanatu Rum in sklene mir s Teodorjem Laskarisom.
- 15. oktober - Bitka pri Rhyndacusu: sicer vojaško podhranjeni latinski cesar Henrik Flandrijski izkoristi bolečo zmago nikejskega cesarja Teodorja Laskarisa in ga premaga ter si ponovno izbori nadzor nad vzhodno obalo Marmarskega morja. Prodor globlje v notranjost Nikejskega cesarstva mu onemogoči Teodor Laskaris s prehodom na gverilsko vojno. 1214 ↔

#### Ostala Azija
- avgust-oktober - Mongolska invazija na cesarstvo Jin. Džingiskan v bitki pri prelazu Jazbečev gobec z vojsko okoli 50.000 vojščakov odločujoče porazi mnogo večjo vojsko cesarstva Jin, ki šteje skoraj pol milijona vojakov. Pot v notranjost cesarstva Jin je s tem za Mongole odprta.
- Osrednja Azija: mongolski najmanski princ Kučluk zajame svojega tasta in kana Karakitanskega kanata Gur-kana. Kučluk prevzame oblast vendar se podredi horezmijskemu šahu Mohamedu II. 1212 ↔
- Indija: nesposobnega delhijskega sultana Aram Šaha odstavi Iltutmiš, začetnik Mameluške dinastije.
- Levant: jeruzalemski kralj Ivan Briennski in sirsko-egiptovski sultan Al-Adil I. obnovita mir še za pet let.

## Rojstva
- 25. april - Friderik II., avstrijski in štajerski vojvoda († 1246)

Neznan datum
- Eleanora Portugalska, princesa, danska kraljica († 1231)
- Henrik VII. Nemški, nemški sokralj († 1242)
- Ibn Hallikan, kurdski islamski učenjak, zgodovinar († 1282)
- Ivan I. Mecklenburški, nemški plemič, baron Mecklenburga († 1264)
- Kazimir I. Kujavski, poljski knez Kujavije, Mazovije in Velikopoljske († 1267)
- Margareta Burbonska, šampanjska grofica, navarska kraljica († 1256)
- Neža Praška, princesa, opatinja, svetnica († 1282)

- Prijezda I. Kotromanić, bosanski ban († 1287)

## Smrti
- 2. februar - Adela Meissenška, češka kraljica (* 1160)
- 26. marec - Sančo I., portugalski kralj (* 1154)
- 16. maj - Mješko IV. Krivonogi, opoljski vojvoda, poljski nadvojvoda (* 1130)
- 9. avgust - William de Braose, angleški plemič, 4. baron Bramber (* 1144)

Neznan datum
- Aleksej III. Angel, bizantinski cesar (* 1153)
- Aram Šah, delhijski sultan
- Kejhusrev I., sultan Sultanata Rum (* 1177)
- Svjatoslav III. Igorjevič, knez Volinije in Przemysla (* 1177)